# Litueche
Litueche (del mapudungun: Lügtue che ‘gente de la tierra blanca’), llamada Rosario o Rosario Lo Solís hasta 1979, es una comuna de la zona central de Chile, perteneciente a la provincia Cardenal Caro, en la Región del Libertador General Bernardo O'Higgins.

## Toponimia

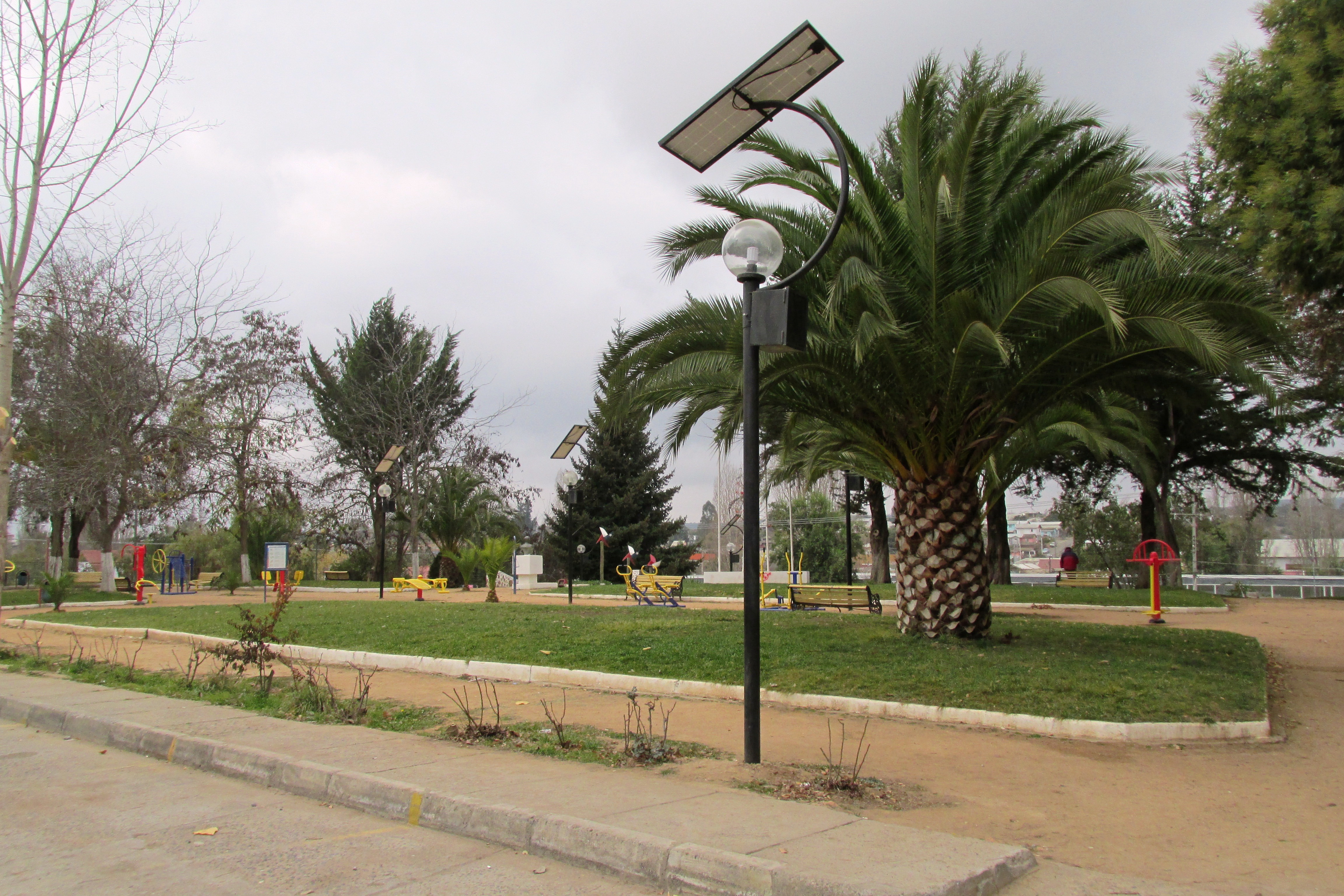
Plaza de la comuna.

El vocablo Litueche proviene del mapudungún lüg ("blanco"), tue ("tierra") y che ("gente" o "persona") y significa "gente de la tierra blanca", debido a que uno de los recursos más característico de la zona es el mineral no metálico llamado caolín. Este nombre fue creado en esa oportunidad por el lingüista mapuche, profesor Domingo Curaqueo.
El nombre original de la zona fue "Pucalán" (del mapudungún pu plural y calán brotes, "los brotes", o de puquio pozo y lan muerte). En el siglo XVII se establece la capilla de San Lorenzo de Pucalán. Luego al cambiar de advocación al de la Virgen del Rosario, pasó en 1750 a ser capilla del Rosario de Pucalán, nombre que después se restringe solo a parroquia de El Rosario. Más tarde, para diferenciarse de otros lugares de nombre similar se agrega el apelativo "Lo Solís", por ser el apellido de quienes atendían la estafeta del sector, denominándose entonces el lugar como "Rosario de Lo Solis". 

## Historia

### Fundación
En 1905, mediante un Decreto Supremo, se cambió el nombre de la "Agencia Postal de El Rosario" por el de "Agencia Postal de Lo Solís", para evitar el desvío frecuente de la correspondencia hacia otros lugares habitados con el nombre de Rosario, especialmente la estación de ferrocarriles de Rosario, en Rengo.
Fue creada como comuna, por ley de la República, el 20 de febrero de 1909, con el nombre de Comuna "El Rosario", a partir del territorio de la subdelegación del Rosario.
Francisco Astaburoaga en 1899 en su Diccionario Geográfico de la República de Chile: 674  escribió sobre el lugar:

Rosario (Aldea del).-—En el departamento de San Fernando, con iglesia parroquial, oficina del registro civil, estafeta, escuela gratuita y 300 habitantes, situada en los 34º 07' Lat. y 71º 45' Lon. á 10 kilómetros al NO. de la aldea de la Estrella. Se halla hacia la costa del Pacífico como á 20 kilómetros al E. de Topocalma. Corre cerca de ella el riachuelo de su nombre, que nace al S. y va al N. á rematar su corto curso en la izquierda del río Rapel.

El geógrafo Luis Risopatrón lo describe como un ‘lugarejo’ en su libro Diccionario Geográfico de Chile en el año 1924:: 780 

Rosario (Lugarejo El) 34° 08' 71° 44'. Es de corto caserío, cuenta con servicio de correos, rejistro civil i escuelas públicas i se encuentra en el valle del mismo nombre, a unos 10 kilómetros hacia el NW de la aldea de La Estrella.

En 1979 se reformularon los límites de su territorio y su nombre al actual, Comuna de Litueche.
Otro hecho significativo de la historia de Chile se produjo en junto al faro de Topocalma, donde fue capturado el 2 de octubre de 1821 el renegado Vicente Benavides, quién protagoniza la Guerra a Muerte a favor de los realistas. Benavides, siendo chileno, se hacía llamar “Representante de la cuarta parte del universo” en alusión al poderío español.

### Actualidad
Su límite comunal es al norte Navidad y San Pedro, al sur Pichilemu y Marchigüe, al sureste La Estrella, al noreste las Cabras y al oeste el Océano Pacífico (Topocalma).

## Medio ambiente

### Geografía

Trazado simplificado de los ecosistemas y cuerpos de agua presentes en la comuna de Litueche.

La comuna de Litueche se encuentra emplazada en las unidades geomorfológicas de Llanos de sedimentación fluvial o aluvional, Planicie marina o fluviomarina, Cordillera de la costa y Farellón costero; y presenta según la clasificación climática de Köppen clima mediterráneo de lluvia invernal (Csb) y clima mediterráneo de lluvia invernal e influencia costera (Csb (i)). Esta además se halla entre las cuencas hidrográficas de Costeras entre el río Maipo y río Rapel, Costeras del río Rapel y Estero Nilahue y río Rapel. Además, la comuna posee diversos cuerpos de agua, entre los que se destacan el NULL.

### Componentes bióticos
Dentro del territorio de la comuna se pueden hallar los siguientes ecosistemas:
- Bosque esclerófilo mediterráneo costero donde predominan Lithrea caustica y Azara integrifolia (En peligro crítico)
- Bosque espinoso mediterráneo costero donde predominan Acacia caven y Maytenus boaria (Vulnerable)

### Medidas de protección ambiental y conflictos socioambientales
Hasta 2022, la comuna de Litueche cuenta con las siguientes zonas que poseen algún nivel de protección ambiental:
- Cordillera de la costa Norte y Cocalán (Sitios Ley 19.300)[13]
- Las Brisas Topocalma (Sitios ERB)[14]
- Navidad Tanumé (Sitios ERB)[15]
- Santuario de la Naturaleza Piedra del Viento y Topocalma (Santuario de la Naturaleza)[16]
- Topocalma (Sitios Ley 19.300)[17]

## Demografía
La comuna de Litueche abarca una superficie de 619 km² y una población de 5526 habitantes (INE 2002), correspondientes a un 0,7 % de la población total de la región y una densidad de 8,93 hab/km². Del total de la población, 2594 son mujeres y 2932 son hombres. Un 55,14 % corresponde a población rural y un 44,86 % a población urbana.

## Administración

### Municipalidad
La Ilustre Municipalidad de Litueche es dirigida por el alcalde Rodrigo Palominos Vidal (Chile Vamos).

### Representación parlamentaria
Pertenece a la 9.ª circunscripción senatorial (O'Higgins) e integra el distrito 16 para elecciones de diputados.

## Economía
La actividad económica fundadora de la zona fue la minería, desarrollada por Don Jesús de Iriarte y Bernaola, fundador de Minera Pacífico, quien trabajando tierras arcillosas blancas y caolines, creó una fuente laboral que perdura hasta hoy.

## Lugares de interés

### Parroquia de Litueche

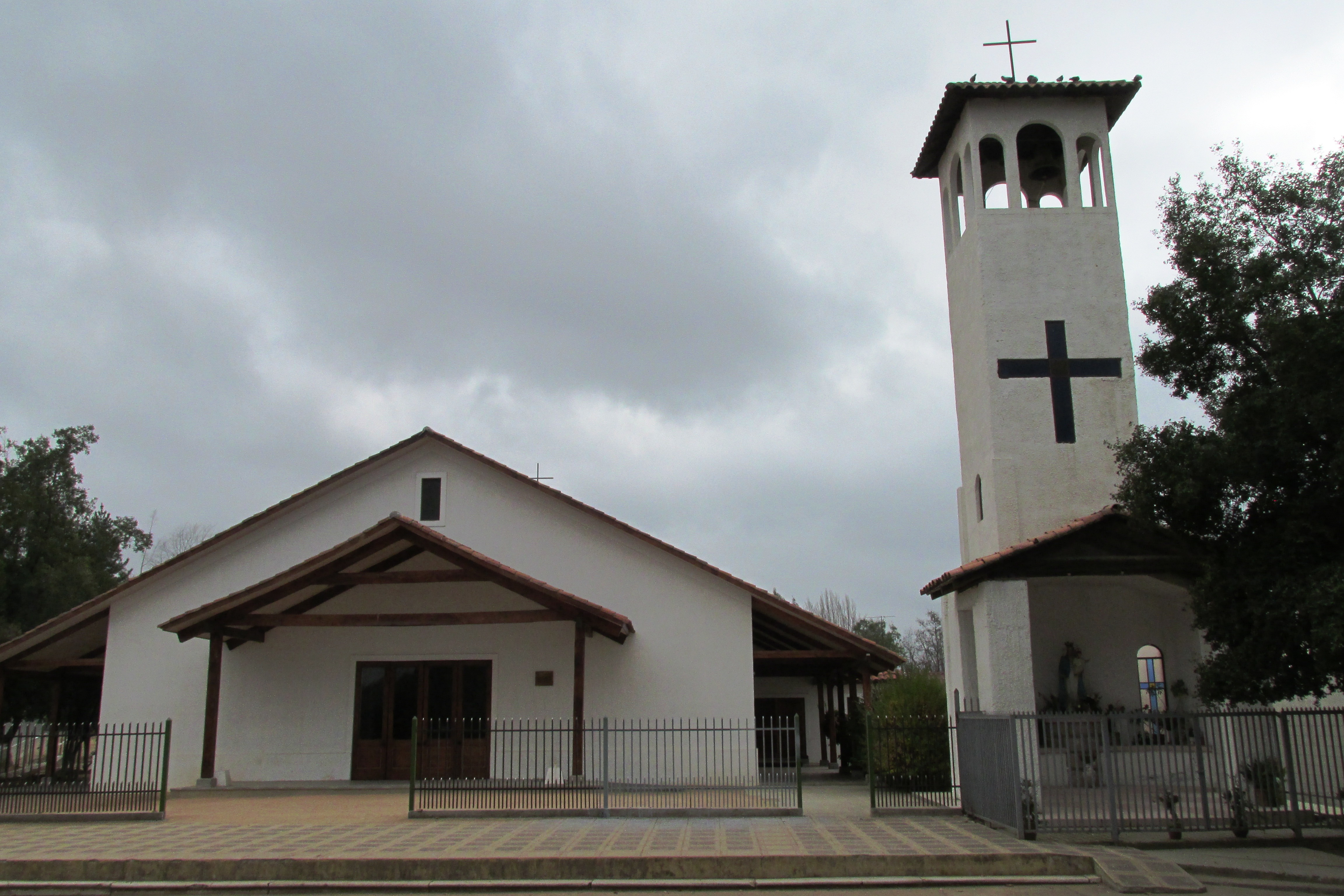
Parroquia Nuestra Señora del Rosario.

Los habitantes de la comuna de Litueche cada año salen a las calles el día 7 de octubre para festejar a su patrona la Virgen del Rosario que por allá por el siglo XVIII las entonces "misias" (abreviación de "mi señora"), como les llamaban en esos años a las mujeres que mantenían mucho dinero, donaron terrenos cuando en esos años la zona se le conocía como Rosario Lo Solís en honor a una virgen que guardaban ellas en sus tierras y luego con los años esta zona pasó a llamarse Litueche.
Muchos de sus habitantes que hoy viven en estas tierras no saben que en el interior de su iglesia que fue construida en el año 1700 y que en su interior está por estos días su patrona la Virgen del Rosario, guarda uno de sus más preciados tesoros. Se trata del primer libro de bautismo que comenzó en los años 1774 a ser inscritos los habitantes de ese entonces que eran bautizados en esta iglesia.
Dato del primer bautizado: «La Iglesia parroquial del Rosario, doctrina de Rapel 30 de agosto del año 1774, bauticé y puse óleo y crisma en esta doctrina a Nicolás Donoso de dos días de vida, "español" (clasificación étnica), hijo legitimo de Félix Donoso y de doña Ignacia Castro, siendo padrinos Tomas Castro y María Maldonado, bautismo que soy fe. Firma sacerdote Antonio Quezada, párroco del lugar».[cita requerida]

## Deportes

### Fútbol
Deportes Tocopilla jugó de local en Litueche para el Torneo Apertura 2013 de la tercera división B.

## Medios de comunicación

### Radioemisoras
FM
- 88.5 MHz - Radio La Mexicana
- 89.5 MHz - El Conquistador FM
- 92.7 MHz - Radio Rosario
- 97.9 MHz - Radio La Karibeña